# Mesorregión de Assis
La mesorregión de Assis es una de las quince mesorregiones del estado brasilero de São Paulo. 

## Municipios que la integran
Es formada por la unión de 35 municipios agrupados en dos microrregiones.

## Microrregiones
- Assis
- Ourinhos

- Datos: Q2465643